# Ronald Archie Nussbaum
Ronald Archie Nussbaum est un herpétologiste américain né le 9 février 1942.

## Biographie
Il est spécialisé dans la systématique des Caeciliidae (des amphibiens de l'ordre des Gymnophiona) ainsi que des grenouilles Sooglossidae et Microhylidae des Seychelles, de l'Afrique et de l'Inde et dans l'évolution et l'écologie des amphibiens et des reptiles de Madagascar.
Il est titulaire d'un doctorat de l'université d'État de l'Oregon (1972). Il travaille pour le Carnegie Museum et est conservateur du département d'herpétologie du Muséum de zoologie de l'université du Michigan.

## Taxons nommés en son honneur
- Spinomantis nussbaumi Cramer, Rabibisoa & Raxworthy, 2008
- Bolitoglossa nussbaumi Campbell, Smith, Streicher, Acevedo & Brodie, 2010
- Rhinatrema ron

Wilkinson & Gower, 2010

## Quelques taxons décrits
- Amietophrynus Frost, Grant, Faivovich, Bain, Haas, Haddad, de Sá, Channing, Wilkinson, Donnellan, Raxworthy, Campbell, Blotto, Moler, Drewes, Nussbaum, Lynch, Green & Wheeler, 2006
- Amphiglossus anosyensis Raxworthy & Nussbaum, 1993
- Amphiglossus mandokava Raxworthy & Nussbaum, 1993
- Amphiglossus punctatus Raxworthy & Nussbaum, 1993
- Atretochoana Nussbaum & Wilkinson, 1995
- Boulengerula fischeri Nussbaum & Hinkel, 1994
- Brookesia ambreensis Raxworthy & Nussbaum, 1995
- Brookesia antakarana Raxworthy & Nussbaum, 1995
- Brookesia bekolosy Raxworthy & Nussbaum, 1995
- Brookesia brygooi Raxworthy & Nussbaum, 1995
- Brookesia lineata Raxworthy & Nussbaum, 1995
- Brookesia lolontany Raxworthy & Nussbaum, 1995
- Calumma amber Raxworthy & Nussbaum, 2006
- Calumma crypticum Raxworthy & Nussbaum, 2006
- Calumma hafahafa Raxworthy & Nussbaum, 2006
- Calumma jejy Raxworthy & Nussbaum, 2006
- Calumma peltierorum Raxworthy & Nussbaum, 2006
- Calumma tsycorne Raxworthy & Nussbaum, 2006
- Chthonerpeton exile Nussbaum & Wilkinson, 1987
- Chthonerpeton onorei Nussbaum, 1986
- Chthonerpeton perissodus Nussbaum & Wilkinson, 1987
- Crotaphatrema lamottei (Nussbaum, 1981)
- Crotaphatrema Nussbaum, 1985
- Dicamptodon copei Nussbaum, 1970
- Duttaphrynus Frost, Grant, Faivovich, Bain, Haas, Haddad, de Sá, Channing, Wilkinson, Donnellan, Raxworthy, Campbell, Blotto, Moler, Drewes, Nussbaum, Lynch, Green & Wheeler, 2006
- Ebenavia maintimainty Nussbaum & Raxworthy, 1998
- Echinotriton Nussbaum & Brodie, 1982
- Feihyla Frost, Grant, Faivovich, Bain, Haas, Haddad, de Sá, Channing, Wilkinson, Donnellan, Raxworthy, Campbell, Blotto, Moler, Drewes, Nussbaum, Lynch, Green & Wheeler, 2006
- Heteroliodon fohy Glaw, Vences & Nussbaum, 2005
- Heteroliodon lava Nussbaum & Raxworthy, 2000
- Ingerophrynus Frost, Grant, Faivovich, Bain, Haas, Haddad, de Sá, Channing, Wilkinson, Donnellan, Raxworthy, Campbell, Blotto, Moler, Drewes, Nussbaum, Lynch, Green & Wheeler, 2006
- Litoria michaeltyleri Frost, Grant, Faivovich, Bain, Haas, Haddad, de Sá, Channing, Wilkinson, Donnellan, Raxworthy, Campbell, Blotto, Moler, Drewes, Nussbaum, Lynch, Green & Wheeler, 2006
- Madascincus minutus Raxworthy & Nussbaum, 1993
- Matoatoa spannringi Nussbaum, Raxworthy & Pronk, 1998
- Microcaecilia grandis Wilkinson, Nussbaum & Hoogmoed, 2010
- Microcaecilia taylori Nussbaum & Hoogmoed, 1979
- Mimosiphonops reinhardti Wilkinson & Nussbaum, 1992
- Paragehyra gabriellae Nussbaum & Raxworthy, 1994
- Paroedura karstophila Nussbaum & Raxworthy, 2000
- Paroedura maingoka Nussbaum & Raxworthy, 2000
- Paroedura masobe Nussbaum & Raxworthy, 1994
- Paroedura tanjaka Nussbaum & Raxworthy, 2000
- Paroedura vahiny Nussbaum & Raxworthy, 2000
- Paroedura vazimba Nussbaum & Raxworthy, 2000
- Phelsuma antanosy Raxworthy & Nussbaum, 1993
- Phelsuma malamakibo Nussbaum, Raxworthy, Raselimanana & Ramanamanjato, 2000
- Phelsuma masohoala Raxworthy & Nussbaum, 1994
- Plethodontohyla mihanika Vences, Raxworthy, Nussbaum & Glaw, 2003
- Poyntonophrynus Frost, Grant, Faivovich, Bain, Haas, Haddad, de Sá, Channing, Wilkinson, Donnellan, Raxworthy, Campbell, Blotto, Moler, Drewes, Nussbaum, Lynch, Green & Wheeler, 2006
- Pseudepidalea Frost, Grant, Faivovich, Bain, Haas, Haddad, de Sá, Channing, Wilkinson, Donnellan, Raxworthy, Campbell, Blotto, Moler, Drewes, Nussbaum, Lynch, Green & Wheeler, 2006
- Pseudoacontias angelorum Nussbaum & Raxworthy, 1995
- Pseudoxyrhopus analabe Nussbaum, Andreone & Raxworthy, 1998
- Pseudoxyrhopus ankafinaensis Raxworthy & Nussbaum, 1994
- Pseudoxyrhopus kely Raxworthy & Nussbaum, 1994
- Pseudoxyrhopus sokosoko Raxworthy & Nussbaum, 1994
- Rhinatrematidae Nussbaum, 1977
- Scaphiophryne boribory Vences, Raxworthy, Nussbaum & Glaw, 2003
- Sechellophryne Nussbaum & Wu, 2007
- Trachylepis dumasi (Nussbaum & Raxworthy, 1995)
- Trachylepis lavarambo (Nussbaum & Raxworthy, 1998)
- Trachylepis nancycoutuae (Nussbaum & Raxworthy, 1998)
- Trachylepis tandrefana (Nussbaum, Raxworthy & Ramanamanjato, 1999)
- Trachylepis tavaratra (Ramanamanjato, Nussbaum & Raxworthy, 1999)
- Trachylepis vato (Nussbaum & Raxworthy, 1994)
- Trachylepis vezo (Ramanamanjato, Nussbaum & Raxworthy, 1999)
- Trachylepis volamenaloha(Nussbaum, Raxworthy & Ramanamanjato, 1999)
- Uraeotyphlus gansi Gower, Rajendran, Nussbaum & Wilkinson, 2008
- Uroplatus malahelo Nussbaum & Raxworthy, 1994
- Uroplatus malama Nussbaum & Raxworthy, 1995
- Vandijkophrynus Frost, Grant, Faivovich, Bain, Haas, Haddad, de Sá, Channing, Wilkinson, Donnellan, Raxworthy, Campbell, Blotto, Moler, Drewes, Nussbaum, Lynch, Green & Wheeler, 2006
- Zonosaurus anelanelany Raselimanana, Raxworthy & Nussbaum, 2000
- Zonosaurus bemaraha Raselimanana, Raxworthy & Nussbaum, 2000
- Zonosaurus maramaintso Raselimanana, Nussbaum & Raxworthy, 2006
- Zonosaurus tsingy Raselimanana, Raxworthy & Nussbaum, 2000

 Nussbaum  est l’abréviation habituelle de Ronald Archie Nussbaum en zoologie.

Consulter la liste des abréviations d'auteur en zoologie ou la liste des taxons zoologiques assignés à cet auteur par ZooBank